# Minzier
Minzier é uma comuna francesa na região administrativa de Auvérnia-Ródano-Alpes, no departamento de Alta Saboia. Estende-se por uma área de 8,79 km², com 700 habitantes, segundo os censos de 1999, com uma densidade de 56,50 hab/km².